# Forward Chemicals Tournament
Das Forward Chemicals Tournament 1979 war eine professionelle Snooker-Liga auf Einladungsbasis im Rahmen der Saison 1978/79. Das Turnier wurde ab dem 23. Oktober 1979 an verschiedenen Orten im Vereinigten Königreich ausgetragen und endete am 28. Januar 1979 mit dem Endspiel im Royal Exchange Theatre in der englischen Stadt Manchester. Sieger des Turnieres wurde der Waliser Ray Reardon, dem im Endspiel ein 9:6-Sieg über den Engländer John Spencer gelang. Spencer spielte im Gegenzug mit einem 122er-Break das höchste Break des Turnieres.

## Preisgeld
Gesponsert wurde das Turnier von dem Unternehmen Forward Chemicals. Insgesamt gab es ein Preisgeld von 9.000 Pfund Sterling zu gewinnen, von denen mit 3.000 Pfund Sterling exakt ein Drittel auf den Sieger des Turnieres entfielen.
|           | Preisgeld |
| --------- | --------- |
| Sieger    | 3.000 £   |
| Finalist  | 2.300 £   |
| Dritter   | 2.100 £   |
| Vierter   | 1.600 £   |
| Insgesamt | 9.000 £   |

## Turnierverlauf
Zum Turnier wurden mit den Walisern Ray Reardon und Doug Mountjoy, dem Engländer John Spencer und dem nordirischen Publikumsliebling Alex Higgins vier der führenden Snookerspieler der 1970er-Jahre eingeladen. Bis auf Mountjoy hatten alle drei mindestens ein Mal die Snookerweltmeisterschaft gewonnen. Die vier Spieler traten insgesamt drei Mal in einem Rundenturnier gegeneinander an, wobei diese Spiele an wechselnden Orten im Vereinigten Königreich stattfanden. Damit glich das Turnier dem Format des am Anfang der 1970er-Jahre ausgetragenen Park Drive 2000. Aus den Ergebnissen des Rundenturnieres wurde eine Tabelle erstellt, deren beiden Erstplatzierten in einem Endspiel zusammentrafen. Während die Spiele des Rundenturnieres im Modus Best of 9 Frames ausgetragen wurden, fand das Endspiel im Modus Best of 17 Frames statt.

### Rundenturnier
| Platz | Spieler       | Partien | S | N | Frames |
| ----- | ------------- | ------- | - | - | ------ |
| 1     | Ray Reardon   | 9       | 6 | 3 | 40:26  |
| 2     | John Spencer  | 9       | 5 | 4 | 33:34  |
| 3     | Doug Mountjoy | 9       | 4 | 5 | 31:34  |
| 4     | Alex Higgins  | 9       | 3 | 6 | 30:40  |

| Spiel | Spieler 1    | Ergebnis | Spieler 2     |
| ----- | ------------ | -------- | ------------- |
| 1     | John Spencer | 45:45    | Ray Reardon   |
| 2     | John Spencer | 45:45    | Doug Mountjoy |
| 3     | John Spencer | 35:35    | Alex Higgins  |
| 4     | John Spencer | 35:35    | Ray Reardon   |
| 5     | John Spencer | 05:05    | Alex Higgins  |
| 6     | Ray Reardon  | 35:35    | Alex Higgins  |
| 7     | Ray Reardon  | 35:35    | Alex Higgins  |
| 8     | Ray Reardon  | 25:25    | Doug Mountjoy |
| 9     | Ray Reardon  | 25:25    | John Spencer  |

| Spiel | Spieler 1    | Ergebnis | Spieler 2     |
| ----- | ------------ | -------- | ------------- |
| 1     | John Spencer | 45:45    | Ray Reardon   |
| 2     | John Spencer | 45:45    | Doug Mountjoy |
| 3     | John Spencer | 35:35    | Alex Higgins  |
| 4     | John Spencer | 35:35    | Ray Reardon   |
| 5     | John Spencer | 05:05    | Alex Higgins  |
| 6     | Ray Reardon  | 35:35    | Alex Higgins  |
| 7     | Ray Reardon  | 35:35    | Alex Higgins  |
| 8     | Ray Reardon  | 25:25    | Doug Mountjoy |
| 9     | Ray Reardon  | 25:25    | John Spencer  |

| Spiel | Spieler 1     | Ergebnis | Spieler 2     |
| ----- | ------------- | -------- | ------------- |
| 10    | Ray Reardon   | 15:15    | Doug Mountjoy |
| 11    | Ray Reardon   | 05:05    | Doug Mountjoy |
| 12    | Doug Mountjoy | 35:35    | Alex Higgins  |
| 13    | Doug Mountjoy | 35:35    | Alex Higgins  |
| 14    | Doug Mountjoy | 25:25    | John Spencer  |
| 15    | Doug Mountjoy | 15:15    | John Spencer  |
| 16    | Alex Higgins  | 45:45    | Doug Mountjoy |
| 17    | Alex Higgins  | 35:35    | John Spencer  |
| 18    | Alex Higgins  | 35:35    | Ray Reardon   |

| Spiel | Spieler 1     | Ergebnis | Spieler 2     |
| ----- | ------------- | -------- | ------------- |
| 10    | Ray Reardon   | 15:15    | Doug Mountjoy |
| 11    | Ray Reardon   | 05:05    | Doug Mountjoy |
| 12    | Doug Mountjoy | 35:35    | Alex Higgins  |
| 13    | Doug Mountjoy | 35:35    | Alex Higgins  |
| 14    | Doug Mountjoy | 25:25    | John Spencer  |
| 15    | Doug Mountjoy | 15:15    | John Spencer  |
| 16    | Alex Higgins  | 45:45    | Doug Mountjoy |
| 17    | Alex Higgins  | 35:35    | John Spencer  |
| 18    | Alex Higgins  | 35:35    | Ray Reardon   |

### Endspiel
Der Waliser Ray Reardon hatte deutlich das Rundenturnier gewonnen und belegte den ersten Rang der Tabelle. Platz zwei und damit der letzten Qualifikationsplatz für das Halbfinale ging an John Spencer, der jedoch einen Sieg weniger als Reardon und zugleich deutlich weniger gewonnene und dafür deutlich mehr verlorene Frames als dieser vorweisen konnte. So kam es, dass der drittplatzierte Doug Mountjoy mit einem weiteren Sieg weniger nur zwei weniger gewonnene Frames bei gleicher Anzahl von verlorenen Frames hatte. Platz vier ging im Übrigen abgeschlagen an Alex Higgins, der nur drei Spiele gewinnen konnte.
Das Endspiel fand am 28. Januar 1979 im Royal Exchange Theatre von Manchester statt. Der Spielanfang wurde von Spencer geprägt, der nach einer anfänglichen Führung von Reardon das Spiel zum 1:3 beziehungsweise zum 2:4 drehen konnte. Mit den nächsten beiden Frames gelang Reardon der Ausgleich, bevor Spencer nochmals kurzzeitig mit 4:5 in Führung ging. Doch infolgedessen konnte Reardon das Spiel drehen und selbst mit 6:5 zum zweiten Mal überhaupt in der Partie selbst die Führung erlangen, bevor Spencer kurze Zeit später seinerseits ausglich. Doch Reardon konnte jeden der nächsten drei Frames für sich entscheiden, sodass er im Endeffekt das Spiel mit 9:6 und damit auch das Turnier gewann.
| Finale: Best of 17 Frames Royal Exchange Theatre, Manchester, England, 28. Januar 1979                                  |                |              |
| Ray Reardon | 9:6            | John Spencer |
| 64:50, 34:76, 57:65, 40:104, 68:7, 37:79, 79:48, 64:54 (S. 53), 19:95, 84:19, 96:54, 47:67, 66:55 (S. 50), 66:54, 57:45 |                |              |
| – | Höchstes Break | 53           |
| – | Century-Breaks | –            |
| – | 50+-Breaks     | 2            |

## Century Breaks
Während des Turnieres wurden von drei Spielern insgesamt fünf Century Breaks gespielt:
- John Spencer: 122, 119
- Alex Higgins: 119, 108
- Doug Mountjoy: 115